# Terphothrix votis
Terphothrix votis is een donsvlinder uit de familie van de spinneruilen (Erebidae). De wetenschappelijke naam van de soort is voor het eerst geldig gepubliceerd in 1920 door Schaus.